# Embalse de Witznau

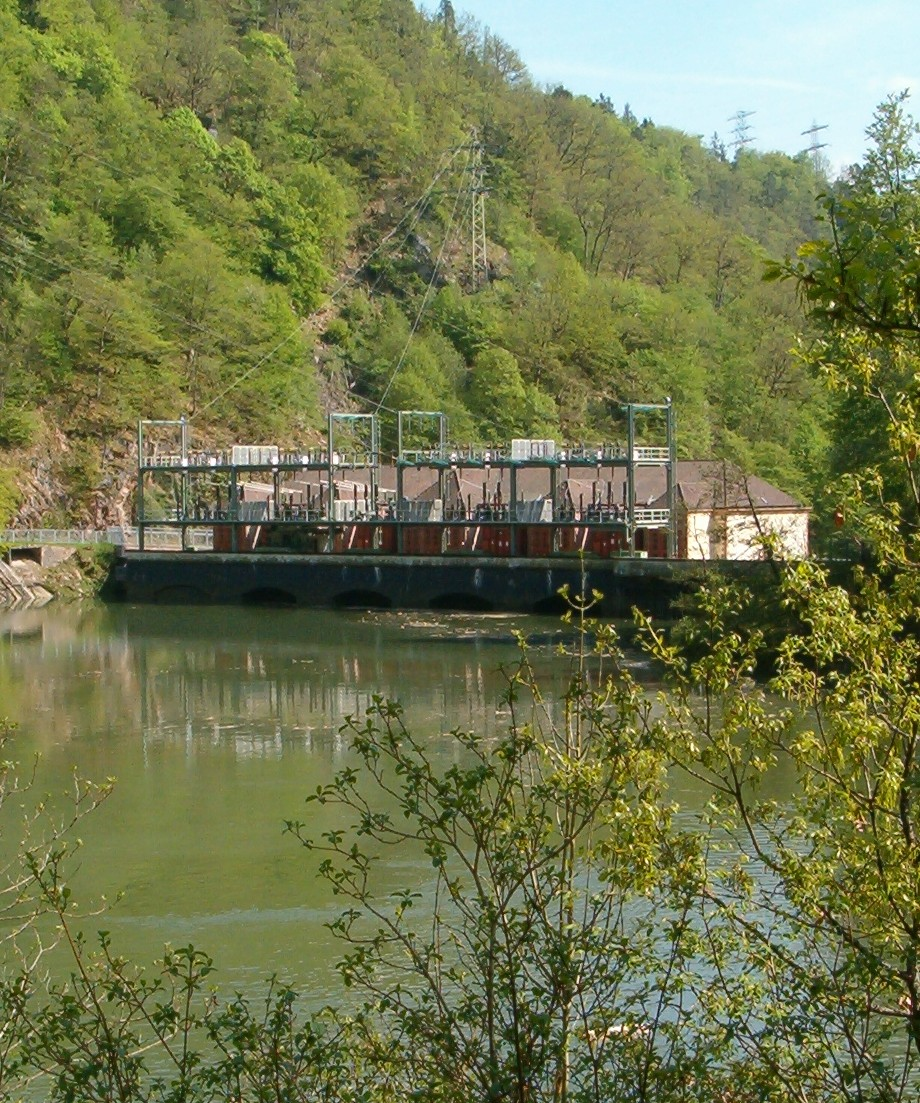
Presa con casa de turbinas integrada

El embalse de Witznau es un embalse de acumulación por bombeo en la Selva Negra Meridional en el sur del estado federado alemán de Baden-Wurtemberg. Está situado en el valle del río Schwarza en los territorios municipales de Ühlingen-Birkendorf y de Weilheim, ambos municipios del distrito de Waldshut. El caserío Witznau al que el nombre refiere es un barrio de Ühlingen-Birkendorf. El embalse de Witznau y su presa fueron construidos entre 1939 y 1943.
El volumen del embalse es de 1,350 hectómetros cúbicos y el muro de la presa tiene una altura de 49 m y una longitud de 116 m. Se ve muy poco del muro de la presa, ya que la central eléctrica de Witznau está construida por encima.